# Городище (село, Рузский городской округ)
Городи́ще — деревня сельского поселения Волковское Рузского района Московской области. Население — 7 чел. (2010).

## География
Деревня расположена на севере района, примерно в 30 километрах севернее Рузы, на берегу реки Гряда. Высота центра над уровнем моря 222 м. Ближайшие населённые пункты — деревни Сычёво, Язвище, Высоково, Шелудьково Волоколамского района и деревня Шилово Рузского района.

## Название
Название происходит от термина городище — «место, где был город». Деревни с названием Городище возникали на остатках городов.

## История
До 2006 года Городище входило в состав Волковского сельского округа.

## Население
| 2002 | 2006 | 2010 |
| ---- | ---- | ---- |
| 13   | ↘11  | ↘7   |